# ما خوشحال بودیم
«ما خوشحال بودیم» (انگلیسی: We Were Happy) ترانه‌ای است که خواننده-ترانه‌سرای آمریکایی تیلور سوئیفت ضبط کرده‌است. این ترانه بیست و پنجمین قطعه از نخستین آلبوم ضبط مجدد سوئیفت، بی‌باک (نسخه تیلور) است که در ۹ آوریل ۲۰۲۱ منتشر شد. این ترانه در ابتدا سال ۲۰۰۵ بر روی یک سی‌دی دمو قدیمی توسط سوئیفت منتشر شد. سویفت و لیز رز در ابتدا این ترانه را در سال ۲۰۰۵ نوشتند و در سال ۲۰۲۱ توسط سوئیفت و آرون دسنر تهیه شد. آواز پس‌زمینهٔ خوانندهٔ استرالیایی، کیث اربن، نیز در این ترانه قرار گرفته‌است.
این ترانه یادآور لحظات شاد عاشقانه‌ای است که تمام شده‌است. این قطعه پس از انتشار بی‌باک (نسخه تیلور) وارد در هر دو جدول ترانه‌های داغ کانتری ایالات متحده و ۱۰۰ تک‌آهنگ داغ کانادا شد.